# Argelos (Pirenei Atlantici)
Argelos è un comune francese di 273 abitanti situato nel dipartimento dei Pirenei Atlantici nella regione della Nuova Aquitania.

## Società

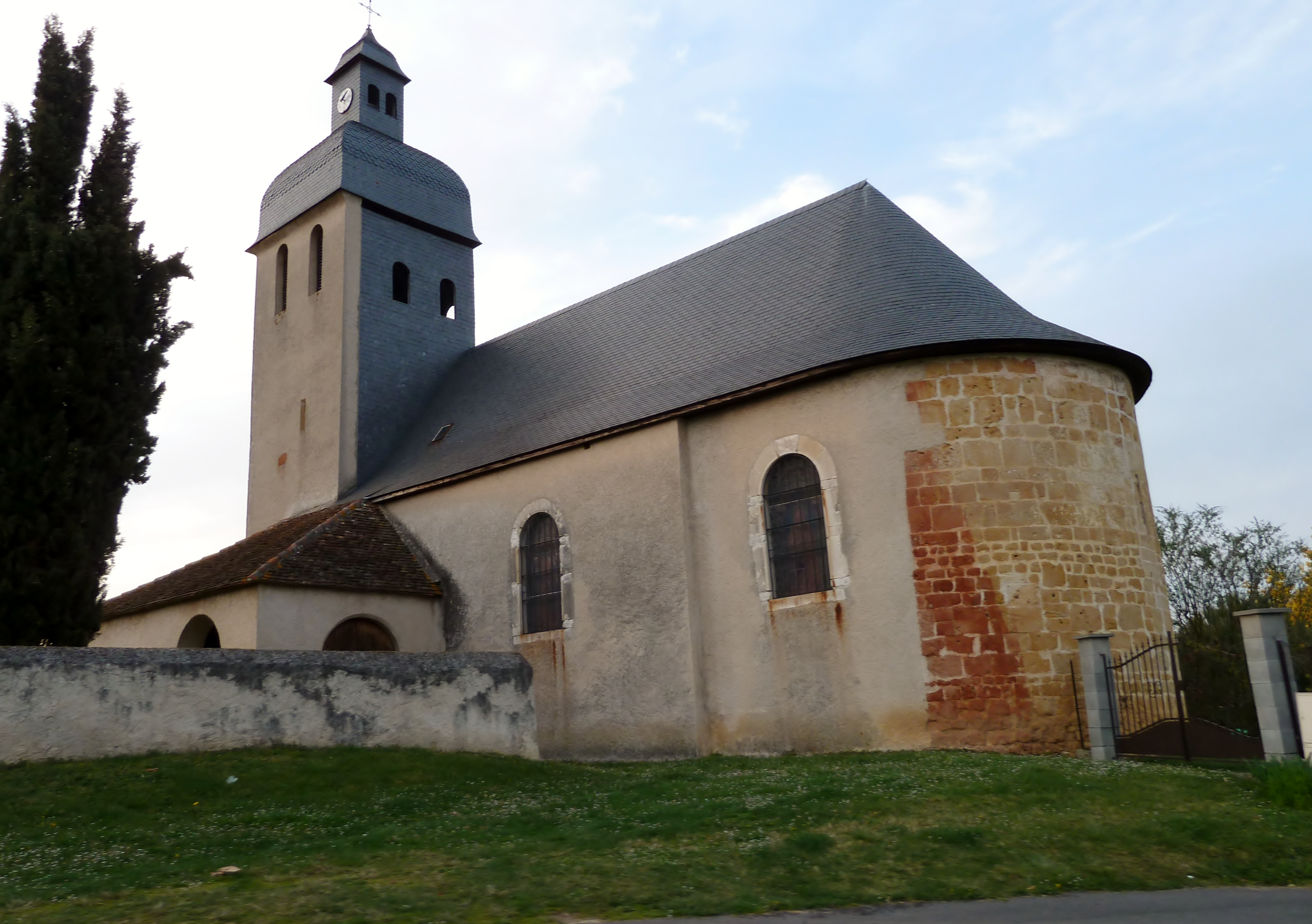
La chiesa di Sant'Andrea ad Argelos, risalente in parte al XII secolo.

### Evoluzione demografica
Abitanti censiti

## Geografia
Argelos si trova a circa 25 km a nord di Pau e 3 km a ovest di Auriac. L'accesso al comune avviene tramite la strada dipartimentale D214, che collega il paese alla D944 a sud-est di Thèze. L'autostrada A65 attraversa l'estremità settentrionale del territorio comunale, ma l'uscita più vicina è la numero 9, situata nei pressi di Miossens-Lanusse. Il territorio del comune è caratterizzato da un'alternanza di terreni agricoli e foreste.
Situato nel bacino idrografico dell'Adour, il Luy de France segna il confine nord-orientale del comune, scorrendo verso nord-ovest e ricevendo le acque dei suoi affluenti, il Basta e il Balaing.

### Località e frazioni
- Barbé
- La Barthe
- Bordenave
- Boué
- Bourdalé
- Bozano
- Brouca
- Carrère
- Cassou
- Castagnet
- Chicoy
- Dibet
- Hargouette
- Hayet
- Labarrane
- Lamarque
- La Lane
- Larricq
- Lavignotte
- Lopou
- Loubané o Loubâne
- Morlaas
- Noble
- Poulou
- Sansarricq
- Tauhuré
- Then